# Delphinium caucasicum
Delphinium caucasicum är en ranunkelväxtart som beskrevs av Carl Anton von Meyer. Delphinium caucasicum ingår i släktet storriddarsporrar, och familjen ranunkelväxter. Inga underarter finns listade i Catalogue of Life.